# Индуктивная переменная
Индуктивная переменная (англ. Induction variable) — переменная в циклах, последовательные значения которой образуют арифметическую прогрессию. Наиболее распространенный пример — счётчик цикла. Индуктивные переменные часто используются в индексных выражениях массивов.
Например, в следующем примере, i и j являются индуктивными переменными:
```
for
 
(
 
i
 
=
 
0
;
 
i
 
<
 
10
;
 
i
++
 
)
 

{

  
j
 
=
 
17
 
*
 
i
;

}

```

Традиционные методы оптимизации предусматривают распознавание индуктивных переменных и удаление их из цикла.

## Применение для снижения стоимости операций
Общий принцип оптимизации заключается в распознавании индуктивных переменных и замене их простыми вычислениями. Например, приведённый выше код может быть изменен оптимизирующим компилятором, исходя из предположения о том, что сложение с константой будет дешевле, чем умножение:
```
j
 
=
 
-17
;

for
 
(
 
i
 
=
 
0
;
 
i
 
<
 
10
;
 
i
++
 
)
 

{

  
j
 
=
 
j
 
+
 
17
;

}

```

Это применение является частным случаем оптимизации снижения стоимости операций.

## Применение для снижения давления на регистры
В некоторых случаях можно использовать эту оптимизацию, чтобы совсем удалить индуктивную переменную из кода. Например:
```
extern
 
int
 
sum
;

int
 
foo
(
int
 
n
)
 

{

  
int
 
i
,
 
j
;

  
j
 
=
 
5
;

  
for
 
(
 
i
 
=
 
0
;
 
i
 
<
 
n
;
 
i
++
 
)
 

  
{

    
j
 
+=
 
2
;

    
sum
 
+=
 
j
;

  
}

  
return
 
sum
;

}

```

Цикл в функции имеет две индуктивные переменные: i и j. Одну из них можно представить в виде линейной функции от другой, поэтому компилятор может оптимизировать этот код следующим образом:
```
extern
 
int
 
sum
;

int
 
foo
(
 
int
 
n
)
 

{

  
int
 
i
;

  
for
 
(
 
i
 
=
 
0
;
 
i
 
<
 
n
;
 
i
++
 
)
 

  
{

    
sum
 
+=
 
(
5
 
+
 
2
 
*
 
(
 
i
 
+
 
1
));

  
}

  
return
 
sum
;

}

```

## Замена индуктивной переменной
Замена индуктивной переменной — преобразование, распознающее переменные, которые могут быть представлены в виде функции от индекса цикла, и заменяющее на соответствующие выражения. Это преобразование делает отношения между переменными и индексами циклов явными, что помогает другим оптимизациям компилятора. Рассмотрим пример:
```
int
 
c
,
 
i
;

c
 
=
 
10
;

for
 
(
 
i
 
=
 
0
;
 
i
 
<
 
10
;
 
i
++
 
)

{

  
c
 
=
 
c
 
+
 
5
;
 
// c увеличивается на 5 на каждой итерации цикла

}

```

В соответствии с описанным выше методом получим следующее представление исходного кода:
```
int
 
c
,
 
i
;

c
 
=
 
10
;

for
 
(
 
i
 
=
 
0
;
 
i
 
<
 
10
;
 
i
++
 
)

{

  
c
 
=
 
10
 
+
 
5
 
*
 
(
 
i
 
+
 
1
 
);
  
// c является функцией от индекса

}

```

## Нелинейные индуктивные переменные
Те же самые оптимизации могут быть применены к индуктивным переменным, которые не являются линейными функциями счётчика цикла. Например, следующий код:
```
j
 
=
 
1
;

for
 
(
 
i
 
=
 
0
;
 
i
 
<
 
10
;
 
i
++
 
)
 

{

  
j
 
=
 
j
 
<<
 
1
;

}

```

может быть преобразован:
```
for
 
(
 
i
 
=
 
0
;
 
i
 
<
 
10
;
 
i
++
 
)
 

{

  
j
 
=
 
1
 
<<
 
i
+
1
;

}

```